# Androsace henryi
Androsace henryi là một loài thực vật có hoa trong họ Anh thảo. Loài này được Oliv. mô tả khoa học đầu tiên năm 1891.